# Мухоловка тиморська
Мухоло́вка тиморська (Ficedula timorensis) — вид горобцеподібних птахів родини мухоловкових (Muscicapidae). Ендемік острова Тимор.

## Опис
Довжина птаха становить 11 см. У самців голова і шия чорні, блискучі, Спина, надхвістя. плечі і покривні пера крил каштанові. Крила і хвіст чорні. Нижня частина тіла біла, на грудях широка чорна смуга. Райдужки темні, дзьоб міцний, чорний, лапи світло-тілесно-рожеві. У самиць голова і шия темно-сірі, смуга на грудях тьмяно-чорна.

## Поширення і екологія
Тиморські мухоловки живуть у вологих рівнинних мусонних лісах, у вологих гірських тропічних лісах, серед вапнякових скель і кам'янистих осипів. Зустрічаються поодинці або парами, на висоті до 1200 м над рівнем моря. Живляться переважно комахами, яких шукають в підліску або ловлять в польоті.

## Збереження
МСОП класифікує стан збереження цього виду як близький до загрозливого. Тиморським мухоловкам загрожує знищення природного середовища.